# Linan denticulatus
Linan denticulatus – gatunek chrząszcza z rodziny kusakowatych i podrodziny marników. Występuje endemicznie w Chinach.
Gatunek ten opisali po raz pierwszy w 2018 roku Zhang Yuqing, Li Lizhen i Yin Ziwei na łamach ZooKeys. Jako miejsce typowe wskazano Rezerwat przyrody Dashahe w powiecie Daozhen, w chińskiej prowincji Kuejczou. Holotyp zdeponowano w Zbiorze Owadów Shanghai Shifan Daxue.
Chrząszcz ten osiąga 2,61 mm długości i 0,9 mm szerokości ciała. Głowa jest dłuższa niż szeroka. Oczy złożone buduje u obu płci około 18 omatidiów. Czułki buduje jedenaście członów, z których trzy ostatnie są powiększone, u obu płci niezmodyfikowane. Przedplecze jest tak szerokie jak długie. Pokrywy są znacznie szersze niż dłuższe. Zapiersie (metawentryt) u samców ma krótkie i ku spiczastemu wierzchołkowi zwężone wyrostki. Odnóża przedniej pary mają niezmodyfikowane krętarze i uda oraz duży, trójkątny kolec na szczycie goleni. Środkowa para odnóży ma krętarze i uda niezmodyfikowane. Tylna para odnóży ma na spodach krętarzy po tępym i na szczycie zakrzywionym wyrostku. Genitalia samca mają wydłużone i rozszerzone grzbietobrzusznie paramery oraz asymetryczny i u szczytu silnie zwężony płat środkowy edeagusa.
Owad ten jest endemitem Chin, znanym tylko z miejsca typowego w prowincji Kuejczou. Spotykany był na rzędnych 1730 m n.p.m. Zasiedla ściółkę w lasach mieszanych.